# Castenedolo
Castenedolo är en ort och kommun i provinsen Brescia i regionen Lombardiet i Italien. Kommunen hade 11 496 invånare (2018).